# REFLEC BEAT
『REFLEC BEAT』（リフレクビート）は2010年11月4日にコナミアミューズメント（2016年10月まではコナミデジタルエンタテインメント）が発売したBEMANIシリーズの音楽シミュレーションゲームアーケードゲーム。公式略称で「リフレク」と呼ばれている。
海外でも香港・韓国などで稼働している。
『pop'n music』『jubeat』と同じく、特定の楽器や音楽機材を模さないシステムであるが、タッチパネル＋対戦という要素を取り入れており、今までとはかなり違うシステムとなっている。

## 概要
「新感覚対戦型リズムアクションゲーム」と銘打たれており、業務用BEMANIシリーズ初の「タッチパネル採用作品」であると同時に、『キーボードマニア3rd』以来の「縦画面使用作品」。内部システム基板はWindows XP（組み込み向けのWindows XP Embedded）搭載のPCベースを使用。収録曲については、「jubeat」と同じく比較的メジャーな版権曲が多く採用されているが、新曲や移植曲問わず、BEMANIオリジナル楽曲も数多く採用されている。他機種と比較するとオンラインアップデートが非常に多く、稼動中にコナミスタイルから発売されるBEMANI関連CDの多くとコラボキャンペーンを行っている。また初代・limelightではjubeatのAPPENDシリーズのように稼動後期に（初代はVer1.5、limelightはリフレク夏祭り）、coletteでは季節毎に大型アップデートが行われる。
また「jubeat ripples APPEND」でのmihimaru GTに続き、1作目ではGIRL NEXT DOORとのタイアップが行われており、デビュー曲の『偶然の確率』と、2010年10月に発売されたばかりの最新曲『Ready to be a lady』に加え、隠し曲として『Infinity』も収録されている。ライセンス楽曲が隠し曲として採用されるのはBEMANIシリーズにおいて珍しく、過去にはDance Dance Revolutionでもライセンス楽曲の隠し曲が存在していた。
ゲームディレクターはDes-ROW、サウンドディレクターはQrispy Joybox（limelightより）とDJ TOTTO（coletteより）が務めている。

## ゲームシステム
音楽ゲーム＋エアホッケーの要素を搭載。画面上のオブジェクトを判定ライン上でタッチし、消したり相手へ弾き返したりしながら相手とスコアを競う。プレイで流れる楽曲はjubeatと同じくリズム合わせの指標として使われ、オブジェクトをタッチした場合はキー音ではなくタッチ音が聞こえるようになっている。タッチ音は固定ではなく、カスタマイズ画面から変更可。各楽曲にはレベル（初代は1～10の10段階、limelightからgroovin’Upperまでは1～10+の11段階、VOLZZAでは1~12の12段階,5th KACにてLv13追加〈Rebellio〉）と3つの難易度（BASIC・MEDIUM・HARDの3段階）が設定されている。groovin'よりSPECIALが追加され、4段階となった。ただし、SPECIALのみすべての楽曲にあるわけではない。悠久のリフレシアからHARDより高難易度のWHITE HARD（SPECIALからの変更）が追加しており、この譜面限定のオブジェクトが出てきている。
タッチ判定はJUST・GREAT・GOOD・MISSの4種類。JUSTは3点、GREATは2点、GOODは1点が加算され、MISSは3点減点となる（ロングオブジェクトは1～3点および6点減点）。初代のみMISS判定を出すと得点表示位置にDAMAGE情報が表示される(limelight以降はJUST REFLEC DAMAGEのみ表示)。オブジェクトをGOOD判定以上でタッチし続けるとスコアとは別に「コンボ」が加算されていき、最後のオブジェクトまで1度もMISS判定を出さずコンボが継続されると「FULL COMBO」となる。
また、オブジェクトをタイミングよくタッチし続けると「JUST REFLEC GAUGE」と呼ばれるゲージが溜まっていく。同ゲージの表示位置は初代が画面下部、limelight以降が自分側スコアの右下部（カスタマイズで初代の位置に変更可）。ゲージはGOOD判定以上で蓄積されるが、JUST判定が多いほどゲージは溜まりやすい。ゲージは最大3個まで蓄積可（colette以降は最大5個）。ゲージが1個以上溜まっている時にGOLDオブジェクトをJUST判定でスライド処理すると派手なエフェクトをまとった通常よりも反射回数の多い＋動きが大きく認識しにくいオブジェクト「JUST REFLEC」を相手に向けて放つことができる。JUST REFLECを放つとゲージが1つ消費される代わりに、通常のJUST判定3点に加えてボーナスとして10点が加算される。逆に相手が放ったJUST REFLECをミスした場合は通常の減点に加えて追加ダメージとして10点減点となる（GOOD判定以上であればダメージ無し。正確に言えば13点減点される）。
最終的に点数の高い方が勝利となるが、フルコンボを出すと50点、1ミスで25点、2ミスで10点（初代はフルコンボのみ）のボーナスが入る。その為フルコンボを出す、出来る限り多くのJUST判定を取る、JUST REFLECを多く放つ等、近い腕前のプレイヤー同士の対戦ではある程度の戦略の立て方によっても勝敗が左右される。groovin'!! UpperでFULL COMBO、1 MISS、2 MISS BONUS（ミスカウントボーナス）がなくなった代わりにUpper GAUGE MAX BONUSで50点、Upper GAUGE Lv2 BONUSで25点、Upper GAUGE Lv1 BONUSで10点となる(Upper GAUGE BONUS)。groovin'!!まで及びVOLZZAでは3 MISS以上でBONUSが入らなかったが、VOLZZA2で従来のミスカウントボーナスとグルーヴボーナスが選択できるようになり、グルーヴボーナスはUpperで適用されていたUpper GAUGE BONUSと同じシステムになる。
対戦結果はJUST REFLECやDAMAGEも含めた総合点数で競うが、それとは別にアチーブメントレート（ACHIEVEMENT RATE：多くはARと略して書かれる）とそれに対応したランクが存在する。ARは純粋にどれだけいい結果を出せたかで決まる（いわば「達成率」「正確度」といったところ）。上限値は100.0%でJUST判定が多いほどレートは高くなる。ただしJUST REFLECのボーナスもあるため、スコアはその限りではない。ランクはAAA+～Cまでの6段階でAAA+は95.0～100.0%、AAAは90.0%以上、AAは80.0%以上、Aは70.0%以上、Bは60.0%以上、Cは60%未満。ただしフルコンボを取ってもARは上乗せされずMISSの減点もないため、1ミス以上でも良い判定を多く獲得した結果、フルコンボ達成時よりもAR（ランク）が高かったという事例も少なくない。
他機種と違って、この機種でExcellentといわれるのはAR 100%かつJUST REFLECをすべて打つことである。

## ゲームモード
全国のプレイヤーとマッチングしてオンライン対戦を行う「ONLINE BATTLE」と店舗内のプレイヤーと対戦する「LOCAL BATTLE」の2種類（limelight以降はBATTLEではなくPLAY）。初代では、コナミの電子マネー『PASELI』を使用してラウンド保証を付けた場合は強制的にONLINE BATTLEになっていた。limelight以降はPASELI追加課金（プレミアムスタート・バリューパックスタート）で開始してもLOCAL PLAYを選択できるが、一定時間対戦相手が現れない場合は強制的にONLINE PLAYとなる。ステージカウントは、すべて「ROUND」で表記される。

### オンラインプレー
曲と難易度を決定してからマッチング時間があり、その間に対戦相手が現れなければCOMとの対戦になり、マッチングされると対人戦となる。limelight以降でPASELI追加課金を選んだ場合はマッチング時間が延長される（一定時間経過後現れるスキップボタンをタッチしてCOMとの対戦を始めることも可能）。
「RIVAL（limelight以降はプレー待ち一覧）」ボタンをタッチすると、現時点でマッチング待機中の対戦相手が表示され、それをタッチすればすぐに対戦を始めることもできる。ただし、他の人に先に入られる・相手のマッチング時間切れ等の理由で必ず対戦できるとは限らない。
対戦相手に勝利する・敗北してもAR70.0%以上（Aランク相当）であればステージクリアとなり、敗北かつAR69.9%以下（Bランク相当）であればそのステージで終了となる。ただしラウンド保証等PASELI追加課金を行った場合と、勝者がAR70.0%以上だった場合、B・Cランクで敗北しても「SAVED」となり最終ステージまでプレー可能。

### ローカルプレー
対戦相手を募り、店内対戦を行う。初代のみ一人（設置台数が1台）だけでもCOM対戦でプレー可能だったが、limelight以降は不可能（選択はできるが一定時間経過後自動的にオンラインプレーとなる）。なおlimelightでは、全ステージ終了後行われる相性診断の結果が90%以上であれば「リフレくじ」を引くことができ、くじの結果によってライムを1個または6個獲得できる（自分・対戦相手それぞれに）。

### PASTEL WONDER QUEST
groovin'!!で追加されたモード。予め提示されたお題をクリアし、ボスバトルに挑む。失敗しても必ず3曲保証されることからbeatmania IIDXのSTEP UPモードに近い。また、PASELIを使用すればEXTRA ROUNDに進むことができ、最大で4曲プレー可能。

### リフレク道場
groovin'!!で追加されたモード。対戦相手であるリフレク名人(COM)の体力を0に、なおかつ自分の体力を0にしないよう、試験に挑む。曲の途中で自分の体力が0になる、または曲を完走出来たとしても名人の体力が1でも残っていた場合、その時点で検定・認定試験は終了となる。

#### 検定試験
テーマに沿った検定をプレイする。中には隠し楽曲やSPECIAL譜面があり、これをクリアするとリフレクショップで購入できる。

#### 認定試験
自分の実力を図るモード。3曲全てクリアーすると段位が授与される。

### CLASS CHECK MODE
VOLZZAで追加されたモード。自分の実力を図るモード。前作のリフレク道場の認定試験にあたる。ただし、前作における相手のHPに当たるものが存在しないため、やや緩和されたかと思われる。

### MY COURSE MODE
VOLZZA 2で追加されたモード。決められた楽曲の中から4曲選択し、1つのライフゲージでプレイするモード。ライフゲージはハードゲージと見た目は同じだが、判定が異なり、GOODでもライフが減らない。選択できる楽曲は定期的に変更される。Twitterにてリクエストが可能。

## 解禁

### シリーズ共通事項
プレー毎に貯まるポイントが一定に達した場合、隠し要素が解禁されていく。解禁ポイントは後半になるにつれて大量に求められるが、『フィルボーナス』を獲得する事によって獲得量を増やす事が出来る。そのためただ闇雲にプレイするのではなく、フィルボーナスを理解して、なるべく多くのポイントを獲得できるようにプレーしていく事も重要となる。フィルボーナスの例としては、PASELIで追加料金を支払う（limelight以降）、同じレベル及び難易度の楽曲を全てクリアする、全譜面を対象にクリアマークを一定数獲得する、スタッフとマッチングするなど。

### 初代
初代で使われるポイントは「経験値」で、経験値を稼ぎレベルを上げる事で隠し曲が解禁されていく。稼動当初は1日に大量にプレーすると獲得経験値に補正が掛かったが、程なく廃止された。自分よりレベルが高い相手に勝利すると獲得量が増える他、グレードが高ければ高い程解禁に有利となる。CPU相手の場合獲得経験値やグレード上昇量が低くなるので、なるべくオンラインバトルかローカル対人戦が推奨される。

### limelight
limelightで使われるポイントは「ライム」。ライムの種12個（1ダース）で1個出来上がるライムをグラスに注入してジュースにする事で、隠し要素が解禁されていく。グラスがジュースで満たされるとグラスが完成し、次回以降別のグラスを選んでライムを注入する。なお種の足りないライムは次のステージには持ち越せず、グラス完成時に余ったライムを別のグラスに注ぐことも出来ない。グラスは稼動時に一定まで進むと進行不能になり、しばらく期間を空けて段階的に追加されていく。グラスを完成させると次のグラスの容量は基本的に大きくなっていき、特に後半ではグラス1個の完成にライム数百個が必要となる。さらに同じレベルのグラスが複数存在したり、解禁楽曲クリア等の条件を満たさないと登場しないグラスもある。今作でもCPUよりも対人戦を行う方が解禁には有利だが、勝利する事へのボーナスや格上相手との対戦によるボーナスが無くなった。グレードは存在するが（ライムの色と種の数で分類）、純粋な腕前・マッチングの指標・1〜2曲目のレベル制限に使われるにすぎない。

### colette
coletteには、隠し要素の解禁手段が複数存在するが、いずれもすべて基本的におにぎりの個数で示される「アドベンチャーポイント」が基準となる。なおグレードはcoletteのシンボルマークで表され、中央の大パレットの色と周囲の小パレットの数で分類されるが、limelight同様に純粋な腕前・マッチングの指標・1〜2曲目のレベル制限に使われるにすぎない。

#### リフレクスタンプ
coletteの解禁要素。1日1回最初のプレー時に無条件で1個スタンプを押すことができ、これを集めることによってショット音やBGM等を解禁したり、後述する「パステルアドベンチャー」で使用するパステルくんの装備品強化ができるようになる（獲得ポイント上乗せ等の効果）。またプレー回数など特定の条件下で「スタンプチケット」を獲得でき、10枚集める毎に1個スタンプが押せる。ゴールデンウィークや夏休みといった休みが続く時期には、スタンプが2倍になるキャンペーンを行うことがあり、キャンペーン期間中は1日1回最初のプレー時にスタンプを2個押せる。ただしスタンプチケット10枚で押せるスタンプは2倍にならない。

#### パステルアドベンチャー
coletteでメインとなる解禁イベント。季節毎の大型バージョンアップによってイベントが追加され、冬山登山をテーマにした「コレットクライミング」・園芸をテーマにした「コレットガーデン」・釣りをテーマにした「コレットフィッシング」・秋の味覚狩りをテーマにした「コレットハーベスト」の4種類がある。まず1ステージ毎に対戦結果に応じて「おにぎり」を獲得、それをパステルくんが食べることで「アドベンチャーポイント」に変換される。おにぎり獲得数の合計値が小数点以下の場合も全てアドベンチャーポイントに変換されるが、プレーデータに保存される累計獲得数は小数点以下切り捨てとなる。1プレー終了後（FAILEDかつSAVEDなしによる途中終了も含む）にイベントを選択する。なおイベントを選択して「はい」ボタンを押した後に再びイベント選択画面に戻ることはできない。また全楽曲解禁済みで「complete!」マークが付いたイベントも選ぶことができない（楽曲が追加された場合は再び選択できる）。
All Seasonsバージョンでは「ジャンピングパステルくんチャンス」が発生しており、これにより楽曲解禁への必要プレイ数が格段に緩和された。

##### コレットクライミング
Winterバージョンのイベント。Winterバージョンではこのイベント自体がパステルアドベンチャーと呼ばれていたが、Springバージョン稼働開始に伴い改称された。
登りたい山を選ぶと、COMを含む1プレー中に対戦した対戦相手のパステルくんが仲間に加わり、おにぎりによるアドベンチャーポイントに総合的なプレー結果等のボーナスポイントが加算される。
集計終了後に登山が始まり、ゴール（頂上）もしくはチェックポイント（山小屋）に到達すると楽曲が解禁される。
対人戦が多いほどボーナスポイントを多く貰えるため解禁に有利となる。
また天候も異なり、天候の悪い山は同じ距離を進むために天候の良い山よりも多くのポイントが必要となる（天候の良悪は下部に表示される天気予報で判断可）。
前バージョンであるlimelightの隠し曲もこのイベントで解禁できる（初代リフレク山・limelight山・jubeat山）。最後に追加される山「伝説の山」の頂上に到達して「Valanga」を手に入れると、ネームカラーが紫色になる。
ジャンピングパステルくんチャンスが発動すると、スノーモービルに乗るパステルくんのカットイン演出があり、進む距離が大幅に延びる。

##### コレットガーデン
Springバージョンのイベント。
台に並んでいる3色の植木鉢に種を蒔き、その後自分およびCOMを含む1プレー中に対戦した対戦相手のパステルくんを種を蒔いた植木鉢に配置する。配置完了後「育成開始」ボタンをタッチすると、パステルくんが植木鉢に水を撒いて種が成長し、種が開花すると楽曲が解禁される。
ただし最初から用意されている植木鉢は3個で、4曲以上解禁するためには、楽曲を2曲解禁すると登場する「工房」に置かれている設計図にパステルくんを配置して、植木鉢を置く台を新たに作る必要がある。植木鉢に撒く水量（工房に配置した場合は作業進度）はアドベンチャーポイントおよび装備レベルに応じて増える。さらに植木鉢（もしくは工房の設計図）と同じ色のバッジが表示されたパステルくんを配置することで、成長率および工房の作業進度に補正がかかり解禁に有利となる。
なお、画面右下にある「今回は帰る」ボタンをタッチすることでそのまま終了させることもできるが、ポイントは次回プレーに持ち越されず無駄になってしまう。植木鉢や設計図に配置可能なパステルくんが1匹でもいればイベントは進行できるため、どうしてもパステルくんを配置できない（種を植えた植木鉢がなくなおかつ工房レベル以上のパステルくんがいない）場合にのみ使うことが推奨される非常手段といえる。
最後に追加される種「伝説のたね」が開花して「ストレイ・マーチ」が解禁されると、ネームカラーがピンク色になる。ジャンピングパステルくんチャンスが発動すると、パステルくんが液体肥料を投入するカットイン演出があり、種の成長速度および工房の作業進度が大幅に向上する。

##### コレットフィッシング
Summerバージョンのイベント。
1. 行く島を選ぶ。マップ上の島をタッチすると、自分およびCOMを含む1プレー中に対戦した対戦相手のパステルくんが船（コレット丸）に乗ってその島に移動する。原則として1プレーでは前回と同じ島もしくは1つ隣の島にしか移動できない（渦によるエリア間移動を除く）。また島によって釣れる魚の傾向が違ってくる（下部に表示される魚群ゲージで確認可）。
2. 使う餌を選ぶ。「普通のえさ」は回数制限はないが、釣れる魚の数も少ない。「銀のえさ」「金のえさ」は回数制限はあるものの、釣り針の色が変わり釣れる魚の数が多くなる。銀・金のえさは指定オーダーをクリアする等の方法で入手できる。
3. 餌の選択後、餌が撒かれてパステルくんが釣りを始める。釣れる魚の量はアドベンチャーポイントの多さ（多いほど調子が良くなる）・装備レベルの高さ・餌の質に応じて多くなる。全員が釣り終えた後、釣った魚に対応したゲージが上昇し、対応した魚のゲージが満タンになると楽曲が解禁される。
ゴミもしくは楽曲解禁済みの魚を釣った場合は環境保護ゲージが上昇し、これが満タンになるとスタンプチケット（奇数回）またはプレーヤーアイコン（偶数回）を獲得できる。「コレットガーデン」と同様に「今回は帰る」ボタンが備えられているが、ポイントが無駄になる上、コレットガーデンと違い環境保護ゲージでも特典を得られることから推奨されない。
最後に追加される魚「伝説の魚」のゲージが満タンになって「海神」が解禁されると、ネームカラーが水色になる。なおAutumnバージョン稼働までは全楽曲の解禁が終了した（ネームカラーが水色になった）後もこのイベントを選択して環境保護ゲージを稼ぐことができたが、Autumnバージョン稼働後は「complete!!」マークが表示され選択できなくなる。ジャンピングパステルくんチャンスが発動すると、投げ網漁をするパステルくんのカットイン演出があり、釣れる魚の量が大幅に増加する。

稼働後期のアップデートにより、All Season開始までは黒船が登場するようになった。全てのラウンドで「曲名かアーティストに黒・96・Blackのいずれかが含まれる楽曲」を重複せずにプレイする（FAILEDかつSAVEDなしによる途中終了でも可）と、黒船に遭遇できる可能性がある（遭遇した場合「ペリーでぇす！」とSEが流れる）。遭遇できた場合、黒船がいる島に移動して釣りを行うと、無条件で「ペリーでぇす! / ブタパンチ」が解禁される。ただし黒船がいない島に移動したり、餌を選択する前に「今回は帰る」ボタンで終了させると解禁されない。さらにフラグは次回プレーには持ち越されないため、再度条件を満たして黒船に遭遇する必要がある。また、黒船追加とほぼ同時期に新エリアが追加された。新エリアと既存エリアの間はマップ上にある渦を使って行き来し、移動後は自動的に渦の隣の島に移動する。「伝説の魚」を含む一部の魚は新エリアでしか釣れないため、全楽曲解禁には新エリアでも釣りを行う必要がある。

##### コレットハーベスト
Autumnバージョンのイベント。
1. 収穫したいかごを選び次に行く森を選ぶ。その後分岐路を一定数進んで作物を収穫していく。
2. かごがいっぱいになればそのかごに応じた楽曲が解禁される。

基本的に収穫量はランダムだが、直感を発動すれば最も多くの作物を収穫できる方向へ移動できる。
オーダーをクリアすることで入手できる直感促進ドリンクを使用すれば直感使用回数を増やせる。魔法の時計を使えば曲がり角の数が増え収穫チャンスが増す。
選択した森により作物の出現傾向が異なる(たとえばりんごの森で直感促進ドリンクを使うと2回目銀のりんごが3回目で直感を発動すれば高確率で金りんごを収穫できる)。
最後に登場する「伝説のかご」をいっぱいにして「fallen leaves」が解禁されると、ネームカラーが橙色になる。
ジャンピングパステルくんチャンスが発動すると、直感促進ドリンクを飲むパステルくんのカットイン演出があり（あくまで演出で実際には消費されない）、作物の収穫量が大幅に増加する。

#### 戦乱のVerdet
Autumnバージョンのさらなるイベント。短編小説仕立てで、第1章・第2章・最終章の3部構成。参加にはeAMUSEMENTへの登録が必要（e-AMUSEMENTベーシックコース加入は不要）。
最初にイベントサイトのトップページにある序章を読んで「物語を始める」をクリックすることでイベント開始となる（これを省略するとランプが灯らない）。各ページのヒント（語句がランプの色で強調されている）からクリア条件を推察し、原則として推察した条件に沿ってゲームをプレイするとランプが灯るが、本作品のスペシャルサイト内に条件が隠されていることもある。第1章から順番に進める必要はなく、ヒントが共通であれば異なる章のランプを同時に灯すことも可能。4つのランプを全て灯すとページが追加され（5ページ目・最終章のみ6ページ目がある）、追加されたページを開いた後でプレイ開始すると、オーダーショップ（後述）に専用オーダーが現れる。オーダーのクリア条件を推察してオーダーを受注しクリアすると、ランプの上にある肖像画に「解放せよ…」の文字が出現し、それをクリックすることで楽曲が解禁される。

#### パステルワンダートラベラー
All Seasonsバージョンのイベント。パステルくんの工房から『ワンダークロック』の針を奪ったモンスター（トランプがモチーフ）を討伐して針を奪還すると同時にパーツを集めて『ワンダークロック』を完成させるというストーリー。パステルアドベンチャーと違い、全ROUND終了後ではなくFINAL ROUNDの選曲画面から進む。
予め条件を満たしておくと、FINAL ROUNDの選曲画面に専用項目が登場するので（自動的に選択されている）、これを選択すると突入する。一度突入すると通常の選曲画面には戻れない。対戦したいモンスターと挑戦する難易度を選んで対戦を開始する（必ずCOM戦となる）。
対戦画面は通常と異なり、得点表示部分にはHP（ヒットポイント）が、AR表示部分にはライフゲージがそれぞれ表示されている（HPの増減に対応）。また対戦開始時のコールおよび画面表示が初代と同じ「BATTLE START」となっている。基本的にプレイヤー側のタッチ判定で双方のダメージが決まり、JUST判定でモンスターにダメージを与え（HP減少）、GREAT判定は双方ダメージ無し、GOODおよびMISS判定で自分がダメージを受ける（ロングオブジェクトのMISS判定は見逃しても途中で離してもダメージは同じ）。JUST REFLECを放つことでHPを10回復でき（自分のみ）、逆にJUST REFLEC対象のオブジェクトでMISS判定を出すと追加ダメージを受ける（自分・モンスター双方）。
楽曲が終了するまでに自分のHPが1以上残っていればCLEARとなり、その時モンスターのHPが0であれば、モンスターを討伐してワンダークロックの針を奪還することができる。CLEARでもモンスターのHPが1以上残った場合は討伐とはならない。自分のHPが0になると、その時点で対戦が強制終了しFAILED（敗北）となる（強制FAILEDの導入はREFLEC BEATでは初）。またモンスターのHPが0になっても対戦は続き、楽曲終了までに自分のHPが0になるとやはりFAILEDとなる。1回で討伐できなくてもモンスターのHPは回復せず、次回は同じ状態から再挑戦できる（例外的に敵HP0からのFAILEDでは1だけ回復してしまう）。
4体のモンスターを全員討伐（ワンダークロックの針を4本奪還）し、ワンダークロックのパーツを4個集めた（パーツは各シーズンの伝説の楽曲をプレーすることで獲得）後で専用項目を選択すると、ボスモンスターとの対戦になる。ボスモンスターを討伐すると『ワンダークロック』が完成し、モンスター4体およびボスモンスターの楽曲をまとめて獲得できる。ただし討伐できなかった場合は（FAILED・CLEAR問わず）、他の4体のモンスターがHPが若干回復した状態で復活し針が再び奪われる（ボスモンスターのHPのみ回復しない）。そのため、ボスモンスターに再挑戦するには再び4体のモンスターを討伐して針を奪還する必要がある。
ボスモンスターを討伐すると、ネームカラーが濃い青色になる。また、「この楽曲で遊ぶ」の上の吹き出しを数秒間タッチすると「BOSS BATTLE MODE」オプションが付き、パステルワンダートラベラーと同じルールで遊べる。ボスモンスター討伐後もイベントは続き、それぞれのモンスターを複数回討伐することでカスタマイズアイテム等を獲得できる（ただし専用項目で対戦した場合のみ有効で、通常選曲画面からのプレイでは獲得できない）。ただしこの状態ではモンスターのHPに与えたダメージを持ち越すことができなくなるため、一回で仕留める必要がある。またモンスターを全滅させて周回数を重ねるごとに、プレイヤーが受けるダメージと敵のHPが徐々に増大していく。
以下、楽曲の一覧である。パステルワンダートラベラーに突入するとオーダーの選択ができないため、参考として掲載する。
| ボス         | 楽曲名           | アーティスト  | レベル | レベル | レベル |
| ボス         | 楽曲名           | アーティスト  | BASIC  | MEDIUM | HARD   |
| ------------ | ---------------- | ------------- | ------ | ------ | ------ |
| ROSE HEART   | Ambitious        | S-C-U         | 3      | 7      | 10     |
| FRANCIS CLUB | SPEED BLADE      | L.E.D.        | 4      | 8      | 10+    |
| LILY DIA     | Arcanos          | DJ Totoriott  | 4      | 8      | 10+    |
| CECIL SPADE  | Velvet Sentiment | seiya-murai   | 3      | 7      | 9      |
| JOKER        | CLAMARE          | MAX MAXIMIZER | 6      | 9      | 10+    |

#### オーダー
Springバージョンから追加された。リフレクスタンプやパステルアドベンチャーなどの解禁要素を補助する役割。楽曲選択画面の右下に表示されている「オーダーショップ」を選択すると、様々な条件が書かれた「オーダー」が一覧表示される。好きなオーダーを受注して、指定された条件を満たすことで1ステージ終了時に「かけら」を獲得する。一定数のかけらを集めるとクリアとなり、リフレクスタンプのスタンプチケット・パステルアドベンチャーの装備品といった報酬が貰える。オーダーをクリアして「オーダーレベル」を上げることで、新しいオーダーが追加されたり、同時に受注できるオーダー数が増える。2回以上受注できるオーダーも多いが、2回目以降は報酬が少なくなる。受注したオーダーを途中で取り消しても集めたかけらの数は保持され、取り消した時の状態からいつでも再開できる。
Summerバージョンでソートおよびロック機能が追加された。ソート機能にはまだ1度もクリアしていないオーダーを優先表示する「未クリア」・NEWマークの付いた（1度も受注していない）オーダーを優先表示する「NEW」などがある。ロック機能は、2回以上受注できるオーダーを受注後そのオーダーに付随するLOCKボタンをタッチすることで有効になる（ボタンの色がグレーからピンクに変化）。ロックされたオーダーはクリア後自動的に再受注され、一覧から選び直す必要がなくなる。もう1度LOCKボタンをタッチするとロックが解除される（ボタンの色がグレーに戻る）。
All Seasonsバージョンでおすすめが追加されたが、結局は不明のままだった。
腕試し編オーダーは実力が問われる。初代、ライムライト、コレットの季節別に初級から上級が用意されており、初級と中級は1ST→2ND→FINALの3ステージ制、上級と超上級は4ステージ制で構成されている。そして、腕試し編FINALのオーダーをクリアすれば通り名を獲得できる。初級から上級のFINALをクリアすると「腕試し編 超上級」オーダーが出現。超上級のFINALをクリアすると最後には伝説級の腕試しオーダーが待ち構えている。伝説級のオーダーは各バージョン伝説の楽曲のHARDをAAA+でフルコンボしなければならない最難のオーダーである。ただし、limelight伝説の楽曲「HAERETICUS」についてはフルコンボが極めて難しいことから「HARDをAAA+でクリア」と条件が少し緩い。オーダーは最終的に全部で231個。

### groovin'!!
前作とは異なり、ゲーム開始時、ショップにて楽曲を購入することで解禁できる。楽曲によってはリフレク道場の検定試験をプレイして、クリアーするなど特定の条件を満たさないとショップに並ばない。また、ショップで購入することが出来ず、リフレク道場でプレイし、クリアすると自動的に解禁される曲も存在する。ショップでは一部の楽曲に搭載されたSPECIAL譜面も販売している。
特殊型として、「ペリーでぇす!」のSPECIAL譜面は、パステルワンダークエストで停泊している黒船をタッチすると、プレー終了後にSPECIAL譜面が解禁される。

#### VOLZZA・VOLZZA 2
新たにVOLZZA KEYが追加され、3曲（PASERI使用時は4曲）終了後に選択できるガレージから楽曲、譜面、ステージフレームなどを解禁することができる。
VOLZZA KEYは楽曲プレイ、CLASS CHECK MODEのクリア、REFTISなどで獲得することができる。

## 隠し曲
前述のとおり、隠し曲はゲームプレイで解禁していく。解禁方法は5種類ある。
1. レベルを上げて解禁させていくレベル解禁型。
2. 楽曲のプレイ順で解禁させる楽曲選択型。
3. 他の機種とプレイする他機種との連動型。
4. リフレクショップで楽曲を購入する楽曲購入型。
5. リフレク道場の検定試験で特定の曲をプレイしてクリアーすると購入できるリフレク道場型。
6. どれにも当てはまらない特殊型。

このうち楽曲選択型はONLINE PLAYしか解禁できない。
limelightではステージ終了時にライムの種を獲得し、種12個で1個作られるライムをグラスに貯めていく解禁方式である。グラスが満タンになる(完成)、あるいは一定量に達すると楽曲が解禁される。
coletteではステージ終了時におにぎりを獲得してパステルくんに食べさせ、ゲーム終了時にそのポイントで先述した「パステルアドベンチャー」を進め、登山や花の栽培等を行う解禁方式である。Winterバージョンはゴールもしくはチェックポイントに到達、Springバージョンは植木鉢の種が開花、Summerバージョンは魚メーターが満タンに到達、Autumnバージョンはカゴがいっぱいになると楽曲が解禁される。
楽曲選択型の一例として『UNLIMITED FIRE』→『Diamond Dust-Try to Sing Ver.-』の順にプレイすると『UNLIMITED FIRE-Try to Sing Ver.-』が解禁される。
さらに1プレー（クレジット）中で2回以上（勝敗関係なく）人戦をクリアすると、FINAL STAGEで隠し曲が選択可能になる。この隠し曲は何度もプレーする事でFINAL STAGE以外でも選曲可能になる。coletteでは通常選曲できるようになるまでの経過がグラフ等によって把握できるようになる。同じ譜面のプレイでは解禁しづらく、BASIC/MEDIUM/HARDそれぞれ2回ずつプレイすることで最短で解禁される。

## オブジェクト
REFLEC BEATのオブジェクトは以下の3種類のいずれかに該当し、それぞれ仕様が違う。
通常オブジェクト(GOLD)
オブジェクトにある輪が金色のもの。タッチすると相手に向かって跳ね返る。タッチした方向によって反射方向が変化したり、分裂する、高速で打ち返される、途中で消えるといった効果が出るものもある。JUST REFLECを放てる唯一のオブジェクト。ロングオブジェクトは付随しない。
通常オブジェクト(BLACK)
オブジェクトにある輪が黒いもの。タッチすると跳ね返らずその場で消える。
2TOP/3TOPオブジェクト
通常の判定ラインの上部に2個の判定ポイントがあり、判定ポイントに向かって緑色のオブジェクトが飛んでくるので、判定ポイントに来たらタイミングよくタッチする。2TOPと銘打っているが、必ずしも同時押しオブジェクトとは限らない。初代はMEDIUM以上の難易度でのみ登場。limelight以降は（全曲ではないが）BASICにも登場し、HARDでは3TOP（判定ポイント3個）に進化、さらにロングオブジェクトが付随されるようになった。
隠しコマンドとして、レベルソートを選択し、5→7→3の順に選ぶとTOPオブジェクトが初代のようにランダム振り分けが発動する。RANDOMだと入れ替わるだけだが、S-RANDOMで振り分けがバラバラになり、S-RAN+だとチェインオブジェクトが分解され、非常に難しくなる。
バーティカルオブジェクト
Vertical（=垂直）に向かうオブジェクト。つまりはサイドで跳ね返らない。このオブジェクトにも通常オブジェクト（GOLD・BLACK）の2種類存在し、GOLDはJUST REFLECを発射できる。groovin'!!より追加されたがcoletteまでの曲でも従来のオブジェクトに置き換わっているものがある。
中には、上記の要素の他に以下の要素が付随したオブジェクトも存在する。
ロングオブジェクト
通常オブジェクト(GOLD)以外に付随する要素。始点でタイミングよくタッチしたあと、そのまま最終点（判定表示が確定する）までタッチし続ける。始点でタッチし損ねるのは勿論、途中で離してもミスになる。他のオブジェクトと違って離した位置が最終点に近いほどダメージは少ないが（3点から1点減点）、見逃すと6点減点という大ダメージを受ける。ただし相手の放ったJUST REFLECがロングオブジェクトに変化した場合、追加ダメージは減点量に関係なく10点を必ず失う。
チェインオブジェクト
チェイン（線）で繋がれた2つ以上のオブジェクトは同じ場所に向かい連なって飛んでくる。リズムが8分の時によく使われる。オブジェクトの中にGOLDオブジェクトがあればJUST REFLECを放てる。最後のオブジェクトがロングオブジェクトであったり、2本以上のチェインを違うタイミングでタッチさせる「トリル」が登場することもある。放ったJUST REFLECが当オブジェクトに変化した場合、最初のオブジェクトのみJUST REFLECの対象となる。ロングオブジェクトと複合することもあるが、この場合ロングオブジェクトとなるのは最後のオブジェクトのみである。
同時押しオブジェクト
黄色い光をまとった複数のオブジェクトは、同時のタイミングで飛んでくる。チェインオブジェクトやTOPオブジェクトと組み合わせられることもある（トリルと違い2本以上のチェインを同時にタッチ）。ロングオブジェクトの場合は、始点が他のオブジェクトと同時のタイミングであるかどうかで同時押しであるかどうかを判断する（他のオブジェクトも同様）。
ビッグバンオブジェクト
今までのオブジェクトより大きいオブジェクト。操作はタッチ同様、どこをタッチしても反応し派手な演出をする。悠久のリフレシアより追加。
スイッチロングオブジェクト
悠久のリフレシアより追加、同様のWHITE HARD譜面限定オブジェクト。ONと書かれたオブジェクト（黄色）は押し続け、OFFと書かれたオブジェクト（紫色）は指を離すギミックである。

### スライドオブジェクト
落ちてくるオブジェクトに続いて帯部分をスライド操作でなぞるスライド。VOLZZAより追加。古いバージョンの曲には存在しないが、VOLZZAより追加された楽曲、またRENEWAL譜面などに実装されている。

## シリーズ

### アーケード版

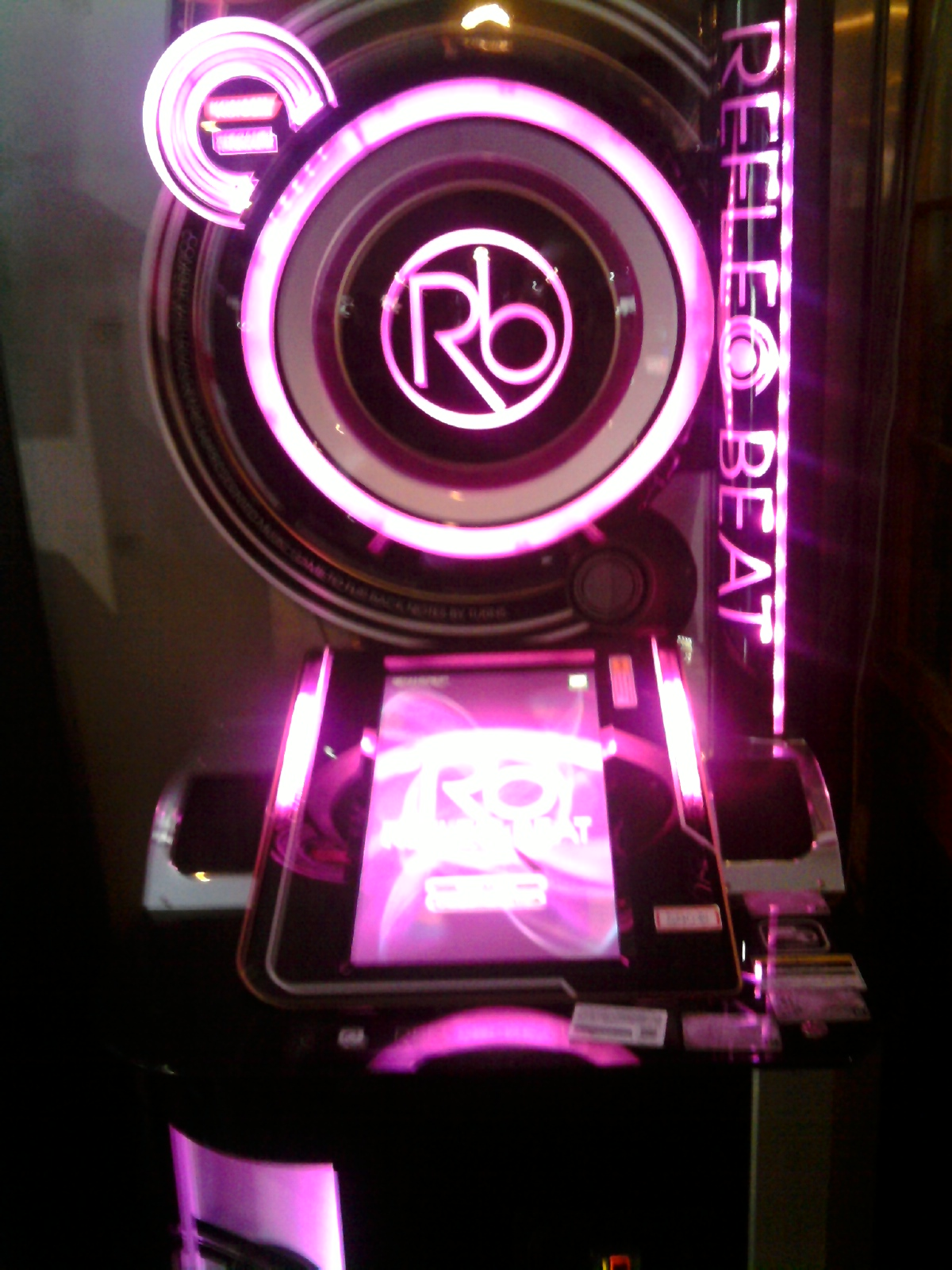
REFLEC BEAT（初代）

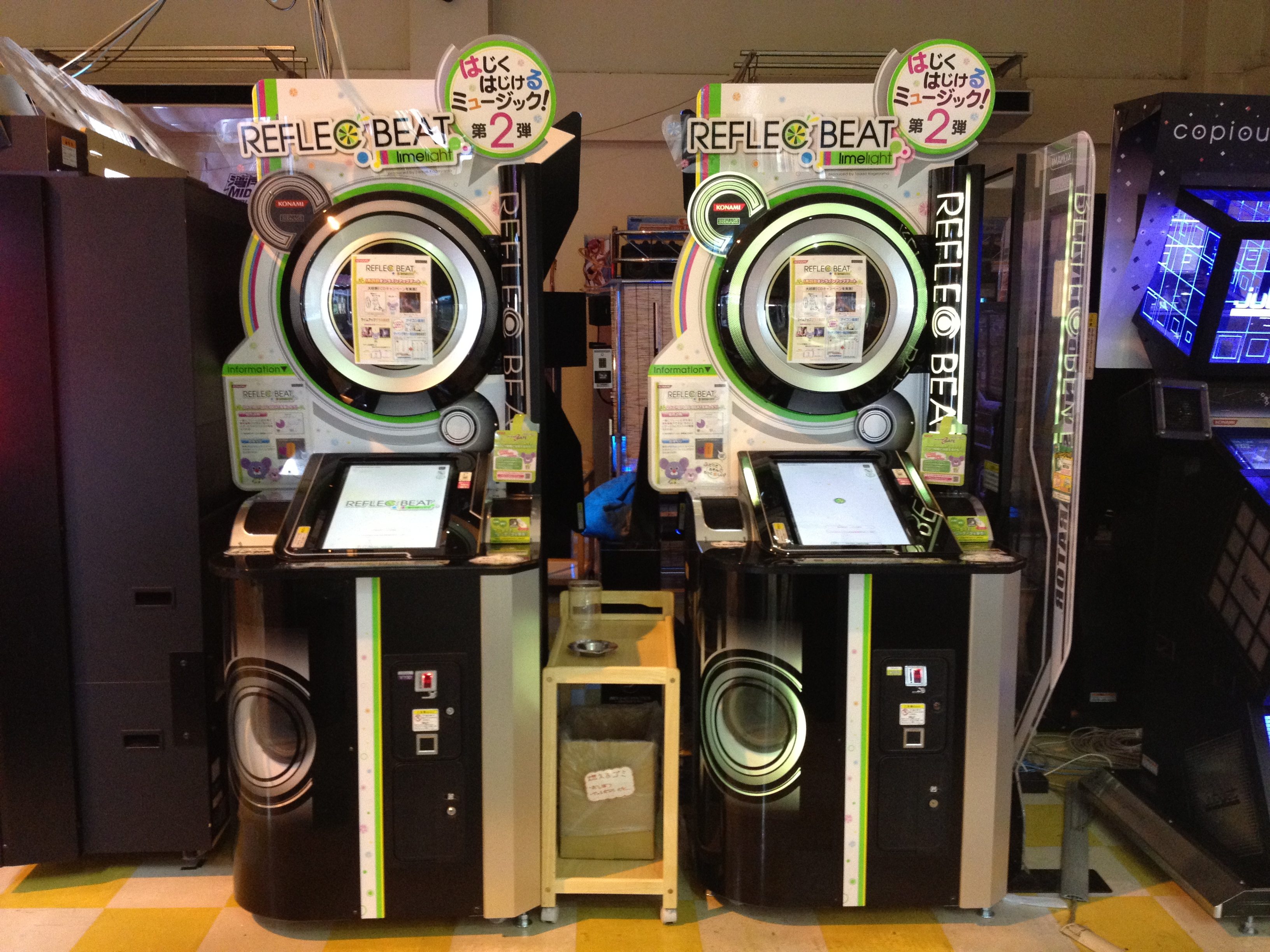
REFLEC BEAT limelight

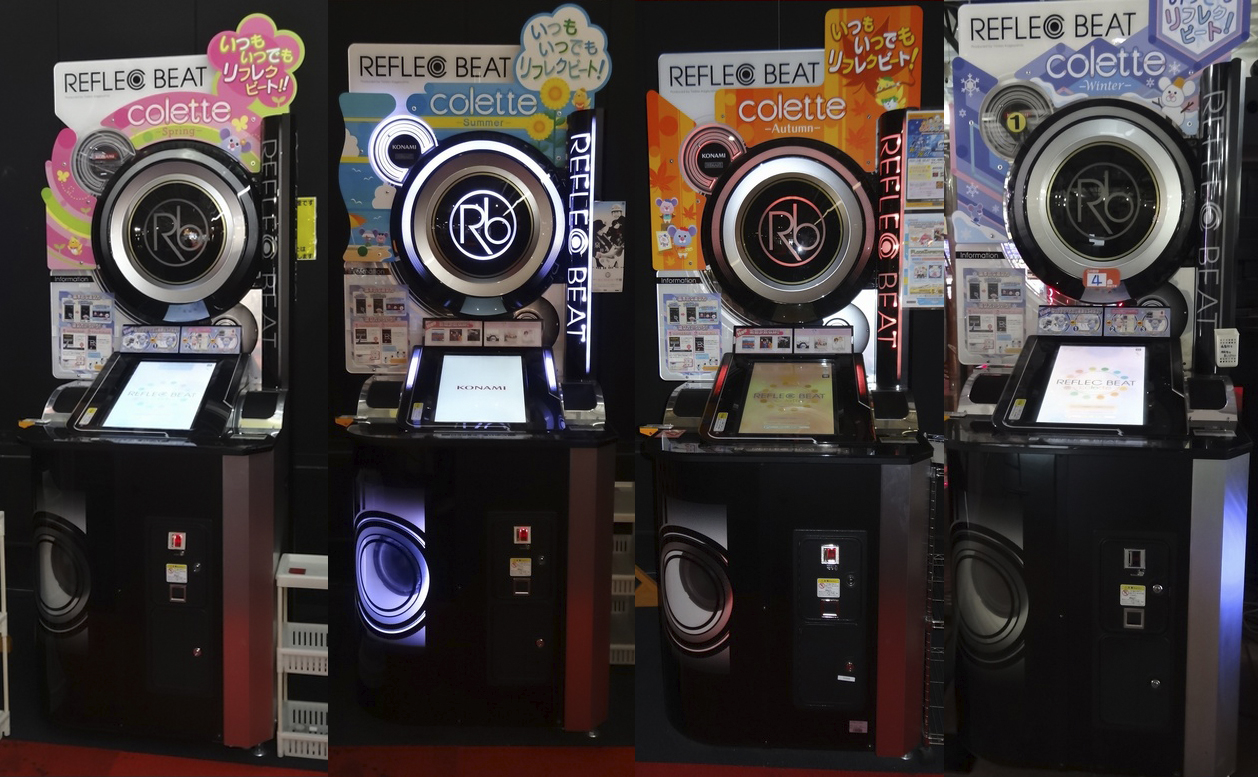
REFLEC BEAT colette
(左上:Winter、右上:Spring、左下:Summer、右下:Autumn)

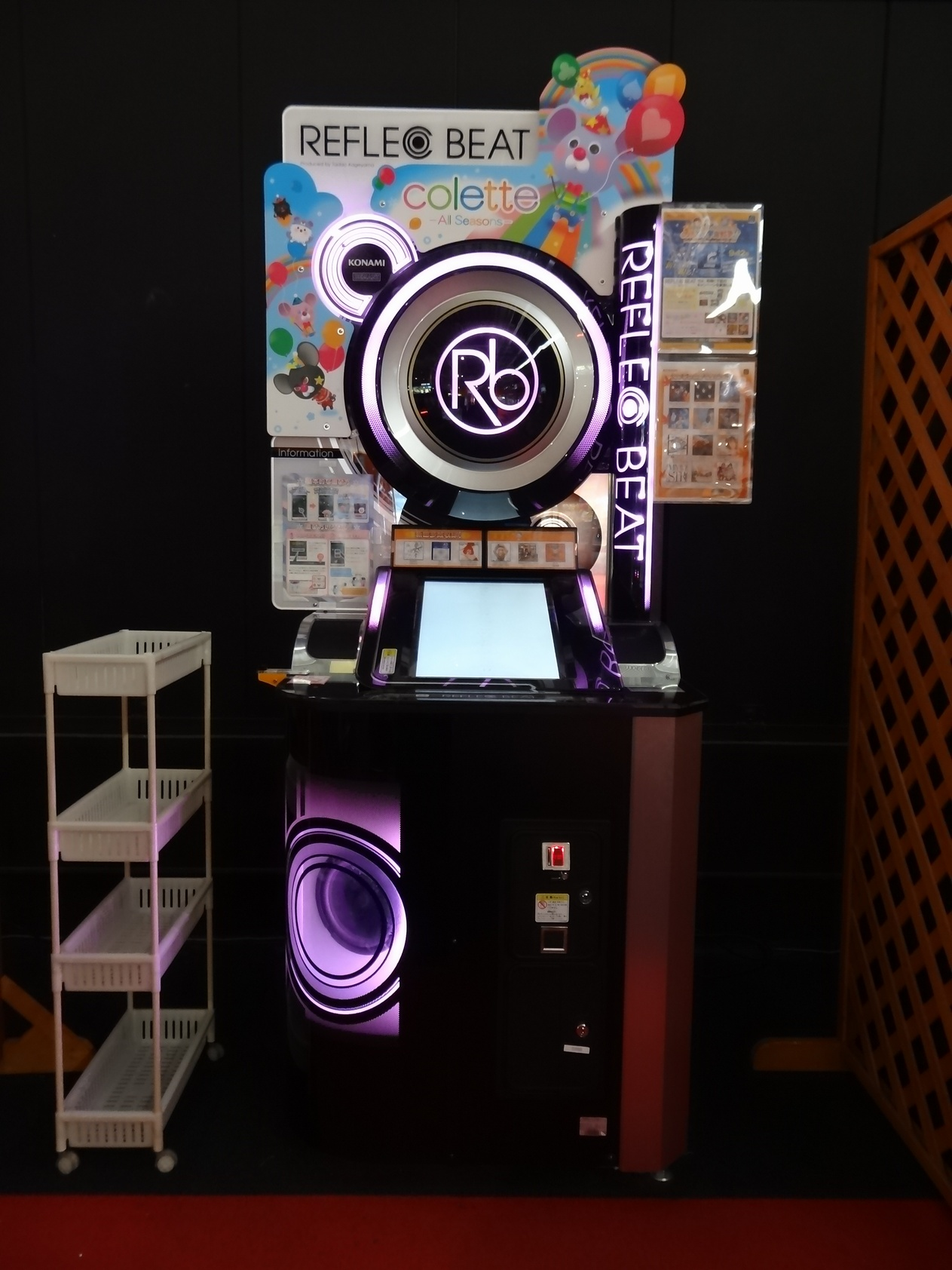
REFLEC BEAT colette All Seasons

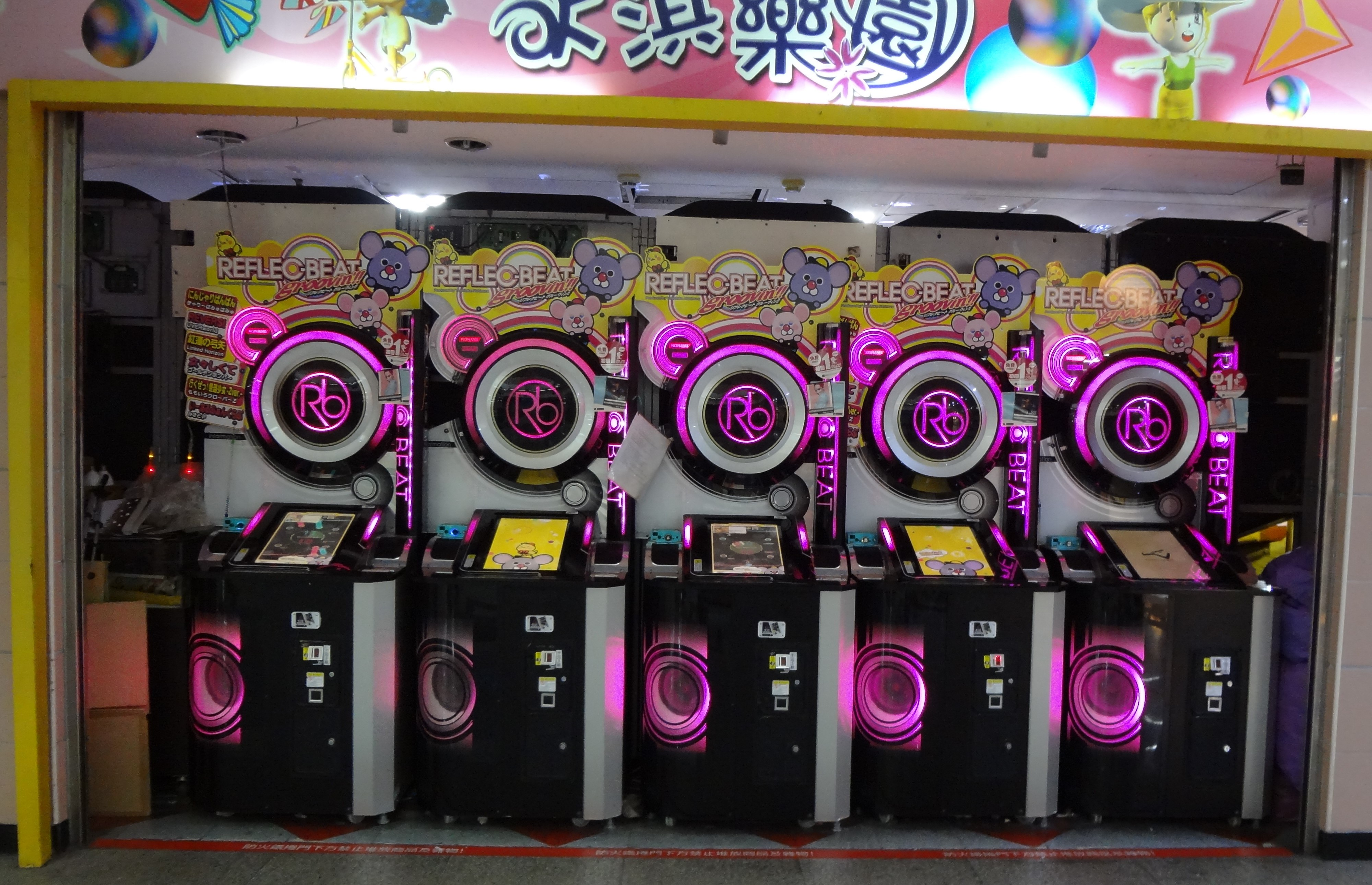
REFLEC BEAT groovin'!!

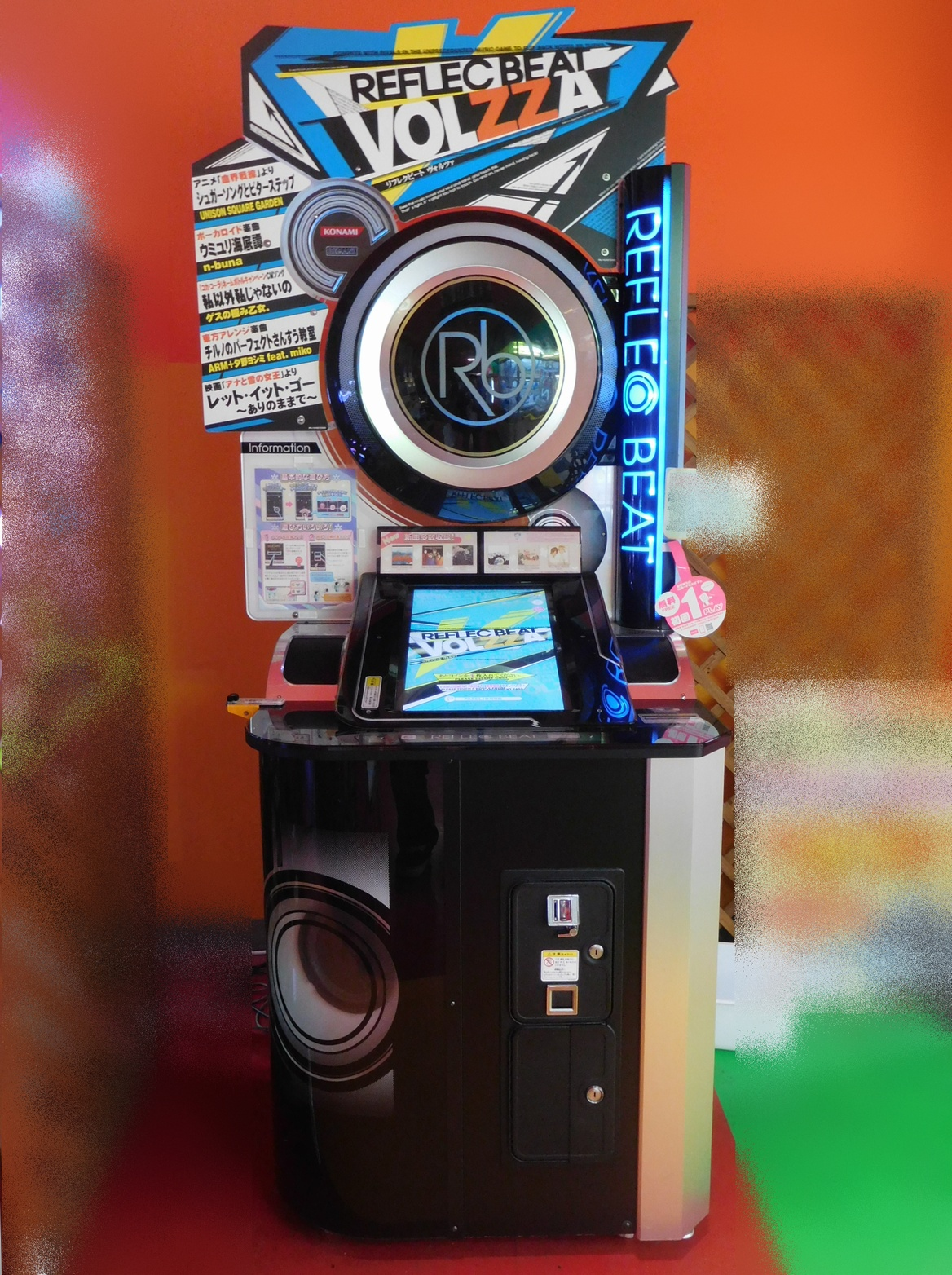
REFLEC BEAT VOLZZA

REFLEC BEAT（リフレクビート）（2010年11月4日稼働開始）
背景は紫を基調にしている。jubeat ripples APPENDでのmihimaru GTとのタイアップに続いて今作はgirl next doorとタイアップした（前述）。
稼働開始当初の収録曲は70曲(隠し曲含む)だったが、後に数回のアップデートが行われ、2011年7月14日のバージョンアップ「Ver1.5」によって最終的に93曲となった。
2012年1月31日にe-AMUSEMENTサービス終了。
REFLEC BEAT limelight（ - ライムライト）（2011年11月16日稼働開始）
2作目。2011年11月16日に新規導入・増台店舗において先行稼働が開始され、その他の店舗では11月24日より稼働開始。「limelight」と略される。稼働当初の収録曲は139曲（隠し曲含む）であり、順次アップデートで新曲・新機能が追加され2012年10月1日のアップデートにより最終的に191曲となった。また、REFLEC BEATからもプレーヤー名・グレード・解禁曲等のプレーデータを引き継げる。
2011年6月22日よりロケテストが行われた。東京・名古屋・大阪で行われた第1回ロケテストではスコア計算式が10万点形式と大きく変更されていたが(jubeatやpop'n musicに類似)、不評だったためか広島での第2回ロケテストではREFLEC BEATと同じ仕様に戻った。
白と黄緑を基調にしたデザイン、対戦を連想させる表現の抑制（対戦前：「BATTLE START」→「ARE YOU READY?」、対戦後：得点に応じて「YOU WIN」「YOU LOSE」→ARに応じて「CLEAR!!」「FAILED…」等）、「パステルくん」がシリーズのマスコットキャラクターとして採用されるなど、pop'n musicのように幅広い層に遊んでもらえるよう訴求している。
楽曲の選択画面がjubeatのようになった（楽曲パネルタッチで選択・更にタッチして難易度変更）。
今作では「経験値」が「ライム」になった。そのため経験値ではなくライムの種を集めてライムを作ることで隠し要素が解禁される。
BASIC譜面でも2TOPオブジェクトが使用され、HARD譜面では3TOPオブジェクトになるなどの変更点がある。
レベルに「10+」が追加された。
楽曲ソートに「REFLEC BEAT/limelight」「版権曲/オリジナル」が追加された。PASELI使用時にプレミアムスタートを選択することで更に細かい指定も可能。
jubeatに実装されている「今日のおすすめ楽曲」機能の追加。日替わりで2曲選ばれ(うち1曲は前日からの持ち越しで実質2日間選択可)、プレイすることで通常よりライムの種を多く獲得できる。
REFLEC BEATから引き続き、beatmania IIDX 19 Lincle(以下IIDX 19)との連動イベント「Lincle LINK」を実施。
2012年2月のアップデートにてプレー待ち一覧の拡張が可能となった。
2012年3月のアップデートにてお気に入り機能が実装された。対人戦終了後、対戦結果（得点・AR・ライム獲得数など）表示中に表示される「お気に入り」ボタンを押すと相手プレーヤーが自分のお気に入りリストに追加される。筺体では自動マッチングでお気に入り登録したプレーヤーが選ばれたり「プレー待ち一覧」で星マークが表示されているプレーヤーに対戦を申し込み受理されると対戦後に獲得できるライムの種が増量される。また、e-AMUSEMENT GATEからは登録プレーヤーのプレーデータ閲覧・リストの管理（ロック及び削除）ができる（要e-AMUSEMENTベーシックコース）。
同社が稼働させているクイズゲーム『クイズマジックアカデミー 賢者の扉』とのコラボイベントとして特定の条件を満たすことによって、同ゲームの楽曲やキャラクターアイコンが使えるようになる。2012年5月23日で一旦終了したが、後述のリフレク夏祭り7月分アップデートで再び獲得可能となった（クイズマジックアカデミーのプレーは不要）。
REFLEC BEATの1.5同様、「リフレク夏祭り」として2012年6月・7月の2回に分けて大型アップデートが行われた。
- 6月のアップデートは新曲追加と2回目の「Lincle LINK」実施。アップデート以降limelightまたはIIDX 19をプレイするとIIDX用のクプロとlimelight用のグラスが追加される（クプロはパステルくん・グラスはIIDX筐体がモデル）。以後両ゲームで1プレー終了毎にクプロおよびグラスのゲージが蓄積され、一定のレベルに到達すると両ゲームで追加楽曲が解禁されていく（クプロはIIDX 19用楽曲・グラスはlimelight用楽曲）。片方だけ遊んでもゲージは蓄積されるが、蓄積量に補正がかかっているため（limelightではクプロ・IIDX 19ではグラスの上昇が早い）、両機種で遊ぶ方が効率良くレベルを上げられる。なおアップデートに伴い前回のLincle LINKは終了したが、前回の楽曲もレベルアップにより解禁可。
- 7月のアップデートは新曲・プレーヤーアイコン・「カスタマイズ」グラス（ステージ背景・枠・プレーヤーアイコン等カスタマイズパーツ専用グラス）の追加、パステルくんが表示されているグラスを指定すると次曲のライム獲得数が大幅に増加する「ジャンピングパステルくん」登場など。

2012年10月のアップデートにてKONAMI Arcade Championship 2012開催記念として大会の課題曲を含んだ「limelight EX」グラスが追加された。
2012年12月31日にe-AMUSEMENTサービス終了。
REFLEC BEAT colette( - コレット)(2012年11月21日稼動開始）
シリーズ3作目。11月21日に新規導入・増台する一部店舗において稼働が開始され、11月28日にはその他の店舗でも稼働開始。2012年6月28日～7月1日に東京、7月6日～8日に大阪でロケテストが行われた。稼働当初の収録曲数は216曲（隠し曲含む）。
イメージキャラクターは前作limelight同様パステルくん。ゲームシステムはlimelightを踏襲し一部強化。プレー画面はほとんどの操作ボタンを円形または楕円形にする・丸みを帯びた書体を多用する等、limelight以上にとっつきやすさを重視している。
初代REFLEC BEAT→limelightと同様、limelightからのプレーデータ引き継ぎも実装している。
ロケテスト時はSummerと銘打っており、季節ごとにプレー画面の色使いの変化・楽曲や各種カスタマイズの追加等のアップデートを行うとされた。製品版はWinter（2012年11月21日～2013年3月17日）からスタートしてSpring（2013年3月18日 - 2013年6月18日）→Summer（2013年6月19日 - 2013年9月17日）→Autumn（2013年9月18日 - 2013年12月10日）→All Seasons（2013年12月11日 - 2014年6月3日）と順次変更される。筐体やプレー画面のテーマカラーはWinterが紫、Springがピンク、Summerが水色、Autumnがオレンジ、All Seasonsがカラフル。
JUST REFLECゲージの上限値を3個から5個に拡張。またlimelightまでは横方向にスライドしないとJUST REFLECを放てなかったが、今作では下方向へのスライドでも放てるようになった。
ソート機能も向上し、「J-POP」「アニメ・ゲーム」「バラエティ」「コナミオリジナル」「Ver.colette（coletteで追加された）」といったジャンルに加え、「曲名順」「アーティスト名順」「レベル順」「AR順」などで昇順による表示切替が可能。前者であるジャンルは「ヒットチャート」として選曲回数をランキングで見ることができる。
現在の実力ではクリアすることが難しいと思われる楽曲のレベル表記部分に震えるパステルくんが表示される「ブルブルパステルくん」が搭載された。クリアできるか微妙な場合は「大丈夫？」、クリアできる可能性が低い場合は「これはキケン！」とそれぞれ表示される。表示は基本的にグレードから判断している。
iOS版『REFLEC BEAT plus』との連動要素が追加される、とされていたが結局実装されなかった。e-AMUSEMENT(旧e-AMUSEMENT GATE)に登録してplusで連動設定後、異なる店舗でcoletteを1プレーするとフラッグ(旗)を獲得、フラッグの数や獲得地域によってplus・colette双方で特典が得られるとみられる、というもの。
2台以上導入している店舗で従来のローカルプレーに加え「お助けプレー」が可能となると予告されていたが、実装されなかった。
初代のラウンド保証・limelightのプレミアムスタートに相当するPASELI専用の追加課金メニューは「バリューパックスタート」となる。
低価格の筐体と安定的なアップデートを提供する代わりに売上の一部をコナミと分配するレベニューシェアモデル「e-AMUSEMENT Participation」を導入。
後に数回のアップデートが行われ、最終的に423曲となった。
REFLEC BEAT groovin'!!（ - グルーヴィン!!）（2014年6月4日稼動開始）
シリーズ4作目。イメージカラーはlimelightのような蛍光色の黄色。
イメージキャラクターは前作colette同様パステルくん。
譜面難易度に「SPECIAL」が追加された。『Dance Dance Revolution』のCHALLENGEに近い。
新オブジェクトに「バーティカルオブジェクト」追加。判定ラインに対して垂直(Vertical)に移動（すなわち両サイドで反射しない）する。
新モード「リフレク道場」追加。検定試験（「桜」にちなんだ楽曲、特定のアーティスト楽曲、ロングオブジェクトが多い楽曲など）や段位試験をプレーするモード。検定試験は同社のゲーム「jubeat saucer fulfill」でのコースモード、認定試験は「beatmania IIDX」の段位認定に近い。
「リフレ」と呼ばれるゲーム内通貨で楽曲や各種カスタマイズを購入する。本稼働に先駆け、groovin'!!ロケテスト機またはcoletteをプレーした際にリフレを獲得できるイベントを行っている。
楽曲終了後、店舗内ランキング閲覧機能追加。また、その画面からフレンドを申請することができる。
選曲画面では表示カテゴリを絞って表示させることができる（楽曲ジャンル別、シリーズ別、プレイスコア別など）。
リザルト画面で次ラウンドのマッチングを直接選択できるクイックマッチング機能追加。
REFLEC BEAT groovin'!! Upper（ - グルーヴィン!! アッパー）（2014年11月20日稼動開始）
4作目の大型アップデートバージョンでgroovin'の完結編。
「アッパーゲージ」を追加。
1人プレー専用の「ハードモード」「スーパーハードモード」を追加。プレーオプションから設定変更できる。
ミュージックセレクト表示「エキスパート」を追加。
後に数回のアップデートが行われ、最終的に672曲となった。
REFLEC BEAT VOLZZA（ - ヴォルツァ）（2015年10月28日稼働開始）
シリーズ5作目。イメージカラーは水色。
「おすすめフォルダ」を追加。
店内でプレイ中の他のプレイヤーの所持楽曲が選択できるフォルダ「シェアボックス」を追加。
REFLEC BEAT VOLZZA 2（ - ヴォルツァ ツー）（2016年3月24日稼働開始）
5作目の大型アップデートバージョンでVOLZZAの完結編。
VOLZZAでは水色だったイメージカラーがオレンジに変更された。
トップオブジェクトアシスト機能を追加。
相手の譜面を消すことが可能になった。
VOLZZA以前とVOLZZA 2で歴代スコア比較表示がされるようになったが、groovin'!!以来スコアがリセットされた。
また、SPECIAL譜面の解禁方法が変更になり、AAA+で1回、AAAで2回、AAで3回、A以下で5回プレイすることにより解禁される（VOLZZA 2以降に収録された楽曲に限る）。
システムボイスが外国人女性から日本人女性(えなこ)に変更された。
後に数回のアップデートが行われ、最終的に711曲となった（RENEWAL譜面を除く）。
REFLEC BEAT 悠久のリフレシア The Reflesia of Eternity（ - ゆうきゅうのリフレシア ザ リフレシア オブ エターニティー）（2016年12月1日稼働開始）
シリーズ6作目。テーマはファンタジー。世界観がこれまでから大幅に一新している。
ビッグバンオブジェクト、スイッチロングオブジェクトを追加。
譜面難易度の「SPECIAL」が「WHITE HARD」へ変更された。
しかし過去作との互換性が無くなったことや過去作収録曲の全削除などの大幅な仕様変更はプレイヤーから不満を呼び、その結果2017年開催のKONAMI公式大会「The 7th KAC」の対象作品から除外され、新曲は2019年4月25日、過去作収録曲も2020年3月26日を最後に追加が途絶えている。

### モバイル版
REFLEC BEAT plus（ - プラス）（2011年11月24日配信開始）
2011年9月の東京ゲームショウで発表された。iOS 4.3以降を搭載しているデバイスで動作する。公開当初はiPadシリーズ（2・新しいiPad含む）に対応していたが、2012年8月のアップデートでiPhone(3GS・4・4S・5)及びiPod touch（第3世代以降）にも対応した。iPhone版のみ画面を横にして遊ぶことができる。
アプリケーション本体は無料。標準収録曲は3曲でそれ以外の楽曲はアプリ内のストアで有料販売されている楽曲パックを購入して追加する。
グラフィック・操作体系はREFLEC BEAT（初代）に準拠しているが、楽曲譜面やスコア計算などのシステム面ではlimelightに準拠している。
すべての楽曲で対COM戦、対人戦の2種類で遊べる。対COM戦ではコンピュータのレベルを1～10の10段階で設定できる。対人戦はオフラインのみ対応（1台のiPadで2人が向き合って対戦・iPad版のみ）。
アーケード版(REFLEC BEAT)と同じく経験値を貯めることによってオブジェクトタッチ時の効果音・演出、楽曲選択画面のBGMなどが解禁される（COM戦のみ）。
同一楽曲をすべての難易度でAAA以上のランクまたはフルコンボにすると楽曲選択画面での枠の色が金色にAAA+かつフルコンボにするとプラチナに変化する。
アーケード版3作目「colette」との連動要素が実装される、とされていたが結局実装されずにGroovin'!!が稼働した。
2013年9月18日にアーケード版第2作目のlimelightテーマが発表された。2013年9月28日に新宿appleストアにて先行プレーが可能。
- 2021年現在は楽曲追加の更新が止まっている模様。

## マスコットキャラクター

### パステルくん
『REFLEC BEAT』シリーズ全般および、アーティストであるQrispy Joyboxの楽曲に登場する薄紫色のネズミのマスコットキャラクター。職業は時計職人で好物はモンブラン。黒色とピンク色などの肌の同種族と思われるキャラクターも存在する（黒・ピンク以外は対戦相手のアイコンとして登場）。
初出は、初代から収録の楽曲「カラフルミニッツ」のジャケットデザインであり、名前の由来は同曲の歌詞から。『limelight』以後、シリーズのマスコットキャラクターとして採用されたことで、ゲーム内のあらゆる場面に登場するようになる。
他機種では、『beatmania IIDX19 Lincle』の「Almace」、『BEMANI連動 選曲バトル つぎドカ!』で複数機種に登場した「snow prism」などにもゲスト出演し、連動イベントでも他機種のキャラクターと共演している。
「パステルくんさん」とも呼ばれている。